# Therates bruneiensis
Therates bruneiensis – gatunek chrząszcza z rodziny biegaczowatych i podrodziny trzyszczowatych.
Gatunek ten opisany został w 2009 roku przez Petra Votrubę.
Chrząszcz o ciele długości od 10,7 do 12,4 mm. Wierzch ciała jest głównie błyszcząco czarny z ciemnoniebieskim i fioletowym połyskiem; żółtawe są nadustek i narządy gębowe, a ochrowożółte plamy w barkowo-nasadowej i wierzchołkowej części pokryw – te ostatnia zajmują całe szczyty pokryw z wyjątkiem ich czarnego szwu. Żółte są także spód ciała i odnóża z wyjątkiem zaczernionych trzech ostatnich członów stóp. Pośrodku szczytowych krawędzi pokryw znajdują się długie, czarne kolce. Edeagus samca wyróżnia się na tle pokrewnych gatunków skierowanym ku tyłowi zębem wierzchołkowym.
Owad orientalny, znany wyłącznie z dwóch stanowisk w brunejskim dystrykcie Temburong: Labu Forest Reserve i okolic Kuala Belalong Field Study Centre w Batu Apoi Forest Reserve.